# Humicola fuscoatra
Humícola fuscoátra (лат.) — вид несовершенных грибов (телеоморфная стадия неизвестна), относящийся к роду Humicola семейства хетомиевые (Chaetomiaceae). Типовой вид рода.

## Описание
Колонии на овсяном агаре (OA) на 7-е сутки 3—3,5 см в диаметре, оливковые от обильного спороношения, с необильным воздушным мицелием. Реверс колоний оливково-серый от погружённых в среду конидий и дымчато-серого выделяемого пигмента. Колонии на агаре с солодовым экстрактом (MEA) 2—2,5 см в диаметре на 7-е сутки, серо-бурые до буро-чёрных, с несколькими радиальными бороздами. Реверс серовато-бурый. Колонии на картофельно-морковном агаре (PCA) 1,5—2,5 см в диаметре на 7-е сутки, серо-бурые до оливковых, со сходным образом окрашенным реверсом.
Вегетативные гифы 1—2,5 мкм толщиной. Конидии (алевриоконидии) образуются латерально на вегетативных гифах, либо терминально на ответвлениях, одиночные, иногда в цепочках из двух или по нескольку в группах, одноклеточные, шаровидные до приплюснуто-шаровидных, редко грушевидные или обратнояйцевидные, гладкостенные, оливково-коричневые, 6,5—9 × 7—9 мкм.

## Экология
Широко распространённый почвенный гриб.

## Таксономия
Humicola fuscoatra Traaen, Nytt Mag. Naturvidensk. 52: 33 (1914).